# Mohamed Cheikh Ould Mkhaitir

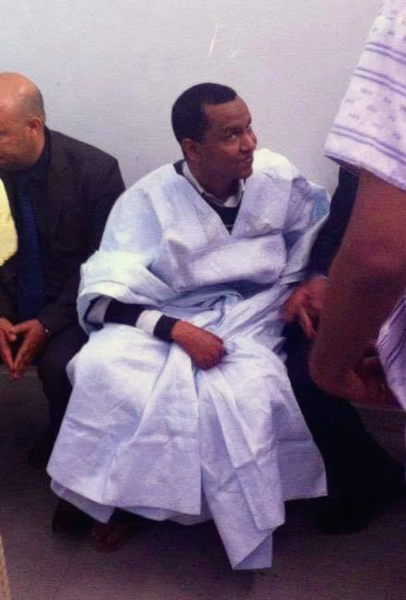
Mohamed Cheikh Ould Mkhaitir

Mohamed Ould Cheikh Mkhaitir (محمد الشيخ ولد امخيطير) (Nouadhibou, 1983) é um blogger da Mauritânia, actualmente um preso político. Ele foi condenado à morte depois de escrever um artigo sobre a discriminação e o sistema de castas na Mauritânia.
Seu artigo "Religião, religiosidade e artesãos", foi publicado no site do jornal Aqlame. Foi designado um prisioneiro de consciência pela Amnistia Internacional.

## Embora a sua pena tenha sido comutada para um máximo de 2 anos, Mkhaitir acabou por ficar detido por mais de 5 anos. Passou grande parte da sua detenção em confinamento solitário, com pouco acesso a luz e ventilação. Ele foi solto em 2019.

### 2021
Julho
Mkhaitir entrega uma declaração durante o 3º ciclo da Revisão Periódica Universal da Mauritânia. Critica a decisão de rever o Código Penal em 2018, a fim de tornar obrigatória a pena de morte para crimes de apostasia e blasfémia, e o assédio e perseguição em curso de activistas anti-escravatura na Mauritânia.

### 2020
Dezembro
Mkhaitir fala em nome da Humanists International na 67ª sessão da Comissão Africana dos Direitos Humanos e dos Povos. A sua declaração abordou a perseguição de activistas dos direitos humanos na Mauritânia e noutros Estados africanos.

### 2019
3 agosto
Mkhaitir consegue se mudar para um país da Europa.
29 julho
Mkhaitir é liberado após 5 anos e meio detidos, a maior parte deles em regime de isolamento. Mkhaitir disse sobre o tempo que passou na detenção que “as condições na prisão eram muito duras, a tal ponto que às vezes eu ficava sete meses sem tomar banho, e a pressão psicológica era terrível. Só tive direito a visitas familiares um ano após a minha detenção e depois de a sentença de morte ter sido proferida após o julgamento a que fui submetido no final de 2014.”
Uma das condições estabelecidas para a sua libertação é que faça declarações públicas de arrependimento através do Facebook e de outros meios de comunicação, incluindo na televisão nacional da Mauritânia.

### 2018
Abril 27
A Assembleia Nacional da Mauritânia aprova uma lei substituindo o artigo 306 do Código Penal e tornando obrigatória a pena de morte para qualquer pessoa condenada por “discurso blasfemo” e atos considerados “sacrilégios”. A nova lei elimina a possibilidade, nos termos do artigo 306.º, de substituir as penas de prisão pela pena de morte para certos crimes relacionados com a apostasia, se o infractor se arrepender imediatamente. A lei também estende o âmbito de aplicação da pena de morte a “atos renegados”.
O momento da lei parece estar relacionado com o caso de Mkhaitir.

### 2017
Novembro 9
O Tribunal de Apelações de Nouadhibou anula a sentença de morte de Mkhaitir e a altera para uma pena de dois anos e multa.
Mkhaïtir já tinha cumprido quase três anos de detenção quando o Tribunal de Recurso reduziu a sua sentença e deveria ter sido libertado nesta altura. No entanto, o governo continua a manter Mkhaitir num local não revelado em “detenção administrativa” até Julho de 2019, aparentemente para sua própria segurança.
Junho
O Grupo de Trabalho da ONU sobre Detenção Arbitrária emite um parecer descoberta A detenção de Mkhaitir é arbitrária e exige que a Mauritânia o liberte imediatamente.
janeiro
O Supremo Tribunal devolve o caso ao Tribunal de Recurso, o mesmo tribunal que manteve a sentença de morte de Mkhaitir.

### 2016
Novembro 15
O Supremo Tribunal deverá proferir hoje uma decisão final no caso de Mkhaitir, mas o veredicto foi adiado depois de manifestantes cercarem o tribunal para exigir a sua execução.
Abril 21
O Tribunal de Recurso realiza uma audiência após meses de atraso. Na sua decisão, o Tribunal de Recurso confirmou a decisão do Tribunal de Primeira Instância, mas também remeteu o caso ao Supremo Tribunal para apreciação da questão relacionada com a qualificação do delito (ou seja, apostasia versus hipocrisia).
Mkhaitir admitiu perante o tribunal que cometeu um erro e pediu perdão. De acordo com o Artigo 306 do Código Penal da Mauritânia, “[e]todos os muçulmanos culpados do crime de apostasia, seja por palavra ou por acção aparente ou óbvia, serão convidados a arrepender-se no prazo de três dias. Se o acusado não se arrepender dentro deste prazo, será condenado à morte e todos os seus bens serão confiscados pelo governo.”

### 2014
24 dezembro
Depois de quase um ano detido, num julgamento de um dia, Mkhaitir é condenado à morte por um pelotão de fuzilamento por um tribunal em Nouadhibou, no noroeste da Mauritânia.
Havia inúmeras irregularidades no julgamento, incluindo a falta de consideração das provas, a perda de fitas de “arrependimento” pela polícia e a recusa do tribunal em permitir que o conteúdo dos escritos de M'kheitir fosse discutido. As ameaças de morte foram tão prevalentes durante o período que antecedeu o julgamento que três dos advogados de Mkhaitir renunciaram.
No início do processo, Mkhaitir arrependeu-se novamente perante o tribunal e pediu perdão, explicando que nunca teve a intenção de insultar o Profeta e que qualquer insulto encontrado no seu artigo foi o resultado de má interpretação.
O tribunal Declarado Mkhaitir é culpado dos crimes de (1) hipocrisia (alegadamente alguém que, tendo cometido o crime de apostasia, se arrepende insinceramente) e (2) insulto ao Profeta, e sentenciou-o à morte por fuzilamento. Quando o veredicto foi lido em voz alta, Mkhaitir desmaiou enquanto a multidão aplaudia.
2 de Janeiro
Mkhaitir é preso e acusado de apostasia nos termos do artigo 306 do Código Penal. A acusação refere-se a uma postagem de blog que falava da situação da escravidão e da discriminação de castas na Mauritânia. A postagem foi publicada em dezembro de 2013. Após a sua publicação, ocorreram protestos em massa em todo o país pedindo a execução de Mkhaitir por “blasfêmia”.
O Relatório sobre a Liberdade de Pensamento de 2014 da Humanists International observou sobre os protestos que: “houve numerosos apelos, inclusive de imãs, académicos e professores, para a execução de M'Kheitir. Um pregador, Abi Ould Ali, ofereceu 4,000 euros a quem matasse o blogueiro. O governo mauritano e os partidos da oposição apoiaram os protestos. O Presidente Mohamed Ould Abdel Aziz disse: “Aplicaremos a lei de Deus a quem insulta o profeta e a quem publica tal insulto.””

## References
1. ↑  «Document». www.amnesty.org (em inglês). Consultado em 6 de abril de 2017
2. ↑  «Originally Sentenced to Death, a Blogger Goes Before Mauritania's Supreme Court». Global Voices Advocacy. 29 de janeiro de 2017. Consultado em 6 de abril de 2017
3. ↑  «In Mauritania, a blogger faces the death penalty for insulting Islam». Newsweek (em inglês). 19 de dezembro de 2016. Consultado em 6 de abril de 2017
4. ↑  «Mohammed Ould Shaikh Ould Mkhaitir - Humanistas Internacionais». Humanists International (em inglês). Consultado em 28 de junho de 2025
5. ↑  «Figure 1: Effects of different concentrations of HRW on adventitious root development.». doi.org. Consultado em 28 de junho de 2025
6. ↑  «LIST OF AMNESTY SECTIONS». Elsevier. 1981. 126 páginas. ISBN 978-0-08-028902-1. Consultado em 28 de junho de 2025